# Арагонское государство
Арагонское государство (кат. Estado Aragonés) — арагонская левая партия, поначалу определявшая себя как националистическая. Она была основана в Барселоне зимой 1933 года во время Второй Испанской Республики.
Молодёжное крыло партии, Альмогавары (Los Almogávares), поддерживало создание Каталонского государства Луиса Компаниса, что привело к закрытию его штаба. Организация несколько бездействовала до 1936 года, когда был открыт новый главный штаб и Мигель Алькубьерре был избран президентом молодёжного крыла. Он начал кампанию по самоопределению Арагона, что вызвало интерес остальных левых республиканских партий.
Эти действия привели к конгрессу в Каспе в начале мая 1936 года. Результатом стало соглашение о статуте автономии Арагона, который так и не был создан в связи с гражданской войной. В 1939 году работа партии была прекращена.

## Estau Aragonés
В 2006 году была создана новая партия Estau Aragonés, целью которой была независимость Арагона и освобождение арагонского рабочего класса.